# 泥鳅河
泥鳅河，位于中华人民共和国黑龙江省北部，是嫩江流域门鲁河右岸的一条支流。发源于黑河市爱辉区中部罕达汽镇以东小兴安岭老母猪沟，向西北流经泥鳅河村后转西南流，经罕达汽镇、金水农场等地，在嫩江市霍龙门镇二道坎村以东进入嫩江市境内，经霍龙门镇依克特村、新立村、南街村、窝窝村、后泥鳅村等地后汇入门鲁河。泥鳅河全长135.5千米，流域面积2392平方千米，河道平均比降1.1‰，年均径流量4.33亿立方米。泥鳅河上游富森林资源，盛产多种食用菌和山野菜。泥鳅河下游是黑龙江省大豆的主产区。泥鳅河流域内煤、金、铜等矿产资源丰富。